# Cédric Garcia
Cédric García (Toulouse, 28 de diciembre de 1982) es un exjugador francés de rugby de ascendencia española que se desempeñaba como medio melé.

## Carrera
García comienza su carrera profesional en la temporada 2001-02 a la edad de 19 años y siendo autor de un ensayo en su único partido de la temporada. Ha disputado un total de 13 temporadas al máximo nivel, pasando por Us Montauban, Aviron Bayonnais y Castres Olimpique para ya para jugar sus últimas temporadas en categorías inferiores de manos del RC Montaban.

## Selección nacional
García ha jugado un total de 3 partidos con España al tener ascendencia de este país. Debutó ante Rusia un 14 de febrero de 2004

## Palmarés y distinciones notables
- Campeón Pro D2 en 2005-06 (US Montauban)  p 2014-2015 (Saracens)[1]